# الجامع (جبلة)

تعديل مصدري - تعديل

الجامع محلة تابعة لقرية عساب، التابعة لعزلة الثوابي بمديرية جبلة إحدى مديريات محافظة إب في الجمهورية اليمنية، بلغ تعداد سكانها 256 حسب تعداد اليمن لعام 2004.